# Бурсак (роман)
«Бурсак, малороссийская повесть» — исторический роман русского писателя Василия Нарежного, опубликованный в 1824 году. Считается одним из наиболее значительных произведений этого автора.

## Сюжет
Действие романа происходит на Украине в конце XVII века. Главный герой и рассказчик — Неон, выросший в семье бедного дьячка и получивший образование в Переяславской семинарии. Уже став взрослым, он узнаёт, что является сыном знатных родителей, имена которых, однако, остаются неизвестными. Неон переживает множество приключений, сталкиваясь с разбойниками, завоёвывая любовь прекрасной Неониллы и затем спасаясь от преследований её отца, воюя с поляками в составе украинской армии. В одном из сражений он спасает жизнь гетману Никодиму и благодаря этому получает высокую должность. Позже выясняется, что Неон — внук Никодима: его родила гетманская дочь, сбежавшая из дома и не получившая отцовского прощения. В финале Никодим всё же прощает дочь и зятя, Неон обретает родителей и начинает счастливую жизнь с Неониллой.

## Оценки
«Бурсак» стал наиболее известным из произведений Нарежного. Первое издание романа имело успех у читателей и было благосклонно принято критиками. Рецензент журнала «Благонамеренный» пообещал, что «многие прочтут его с удовольствием»: по его словам, в книге «характеры действующих лиц оттенены превосходно — особливо характер гетмана… Малороссия, обычаи малороссийские, гетманский двор, шляхетство, сечь Запорожская и пр. — описаны превосходно».
По словам литературоведа В. Коровина, в «Бурсаке», как и в ещё одном романе Нарежного «Два Ивана, или Страсть к тяжбам», «впервые представлена жизнь малороссийской провинции в специфическом соединении простодушного комизма и поэтичности». В тексте много бытового колорита, грубоватого юмора в народном духе, натурализма. Литературоведы связывают это с влиянием украинского фольклора, «Энеиды» Ивана Котляревского. С интригой, характерной для европейского авантюрного романа, здесь соседствует, как пишет Н. Степанов, «целый ряд бытовых и исторических картин», показывающих жизнь бурсы, гетманский двор, борьбу казачества против Польши. При этом исторический фон очень размыт, и описанные в «Бурсаке» события можно только с большой долей условности связать с эпохой Богдана Хмельницкого.
В отличие от «Двух Иванов», «Бурсак» заметно идеализирует украинскую старину. Отдельные его сцены повлияли на повести Николая Гоголя «Вий» и «Тарас Бульба».